# Alta velocità ferroviaria
     310-320 km/h
     270-300 km/h
     240-260 km/h
     200-230 km/h
     < 200 km/h
     in costruzione
     310-350 km/h
     270-300 km/h
     240-260 km/h
     200-230 km/h
     < 200 km/h
     in costruzione
     310-350 km/h
     270-300 km/h
     240-260 km/h
     200-230 km/h
     < 200 km/h
     in costruzione

La rete dei treni ad alta velocità in Europa^{1}
310-320 km/h
270-300 km/h
240-260 km/h
200-230 km/h
< 200 km/h
in costruzione
^{1 La mappa considera la velocità operativa massima, non la velocità massima nominale.}

La rete dei treni ad alta velocità in Asia occidentale
310-350 km/h
270-300 km/h
240-260 km/h
200-230 km/h
< 200 km/h
in costruzione

La rete dei treni ad alta velocità in Asia orientale
310-350 km/h
270-300 km/h
240-260 km/h
200-230 km/h
< 200 km/h
in costruzione

L'alta velocità (AV) è un sistema di trasporto ferroviario costituito dall'insieme delle infrastrutture, dei treni, dei sistemi di segnalamento e telecomunicazioni, di esercizio ferroviario e delle relative regolamentazioni tecniche, implementati per fare circolare treni a velocità superiori a quella convenzionale.
Negli anni settanta del XX secolo il valore minimo limite per poter parlare di alta velocità era di 200 km/h, che venne poi innalzato, grazie allo sviluppo tecnologico, a 250 km/h dall'Unione europea nel 2008, e dalla Union internationale des chemins de fer.
Le linee ferroviarie dedicate a tale circolazione devono essere realizzate secondo determinate norme tecniche che fissano parametri come il raggio di curvatura delle linee, la tipologia d'armamento, la linea di alimentazione elettrica e i sistemi di controllo e sicurezza della circolazione.

## Storia

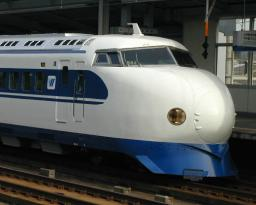
Un classico Shinkansen Serie 0 a Fukuyama.

Il trasporto su rotaia è stata la prima forma di trasporto terrestre di massa e, fino allo sviluppo dell'automobile agli inizi del XX secolo, ha ricoperto una posizione di monopolio in tale settore.
Uno tra i primi treni in servizio commerciale ad alta velocità (secondo le vecchie definizioni) fu l'italiano ETR 200 del 1936 che, il 20 luglio 1939, coprì il tragitto Firenze-Milano a una media di 165 km/h con una punta di 203 km/h. Si trattava di un elettrotreno.
Pioniere nei treni ad alta velocità fu il Giappone che mise in servizio commerciale regolare la linea veloce Tōkaidō Shinkansen nel 1964. Lo Shinkansen Serie 0, costruito dalla Kawasaki Heavy Industries, arrivò a una velocità di servizio di 200 km/h sulla tratta Tokyo–Nagoya–Kyoto–Osaka.
Seguì a metà degli anni settanta, l'Italia che con la costruzione della Direttissima Firenze-Roma aprì la strada nel campo delle linee veloci, in particolare europee. Oltre alla velocità di 250 km/h, l'originalità di questa opera stava nel collegare due grandi centri senza stazioni intermedie e con la possibilità di "entrare" e "uscire" lungo il tragitto mediante "interconnessioni" alle linee preesistenti, potendo così servire centri minori oppure dirottare un treno in difficoltà senza causare "ingorghi": una sorta di "autostrada ferroviaria". Motivazioni politiche ed economiche ritardarono il completamento della linea al 1992.
Nel 1981 venne invece inaugurata la prima linea in Francia: la LGV Sud-Est fra Parigi e Lione. Realizzata con il minor numero possibile di viadotti e senza gallerie presentava elevate pendenze superabili solo da convogli di elevata potenza quali erano i treni "TGV" (Train à Grande Vitesse, treni ad alta velocità).
A seguire, anche gli altri Paesi europei inaugurarono le loro prime linee: la Germania nel 1991 con la Hannover-Würzburg e la Spagna nel 1992 con la Madrid-Siviglia.
In Italia, nel 1991, venne costituita la società TAV S.p.A., con l'obiettivo di ampliare notevolmente il network italiano delle linee alta velocità. Negli primi anni duemila furono quindi inaugurate progressivamente (per tratti) le linee Milano-Bologna, Roma-Napoli-Salerno, Torino-Milano e Bologna-Firenze. L'intera direttrice Torino-Salerno venne quindi completata nel 2009 con velocità minime di percorrenza pari a 250 km/h (ad eccezione dei nodi urbani).

## Descrizione
La definizione di alta velocità (AV) è cambiata nel corso del tempo. Fino agli anni settanta il raggiungimento dei 180-200 km/h era considerato alta velocità e questo portava a definire, in Italia, treni AV gli ETR 250, ETR 300 e le ALe 601 (nelle versioni normali e "AV", atte ai 200 km/h), per i quali si era coniata la definizione (commerciale) di super-rapidi.
Secondo le più recenti specifiche tecniche di interoperabilità emanate dalla Commissione europea viene indicato il minimo a 250 km/h, perché si parli di AV, anche se in altri Paesi del mondo valgono (ancora) valori inferiori. Negli Stati Uniti d'America, ad esempio, si considerano come alta velocità i 200 km/h, pertanto l'unico treno AV americano, l'Acela Express, non sarebbe considerabile tale secondo gli standard europei.
La stessa Union Internationale des Chemins de Fer, che emana norme tecniche per le amministrazioni ferroviarie aderenti, non si esprime in maniera univoca. Si tratta piuttosto, nel parlare di AV, di una combinazione di elementi quali le caratteristiche delle linee, del materiale rotabile e dei protocolli operativi di esercizio.
Le velocità maggiori vengono raggiunte su linee ferroviarie specificamente costruite che si distinguono dalle tradizionali per le caratteristiche dell'infrastruttura: geometria del tracciato, tecnologia di posa dell'armamento, linea aerea di alimentazione e sistemi di controllo e sicurezza della marcia. In particolare le curve sono molto ampie, con raggio di curvatura che varia tra i 2 800 metri delle linee inglesi e i 15 000 metri sul "tratto da record" delle LGV francesi. Sulle linee AV italiane il raggio è almeno di 5 450 metri, in quelle tedesche è almeno di 3 350 metri, le linee Shinkansen giapponesi e le AVE spagnole sono calibrate su 4 000 metri (anche se inizialmente per le tratte giapponesi era previsto un raggio di soli 2 500 metri).
In alcuni casi si ritengono linee ad alta velocità anche linee preesistenti adeguate mediante rettifiche di tracciato e dotazione di opportune apparecchiature tecnologiche, ma in questi casi raramente la linea ammodernata consente velocità superiori a 200 km/h.
Le linee idonee all'alta velocità si dividono in due famiglie:
- linee dove è consentita la circolazione promiscua di convogli ad alta velocità e tradizionali (ad esempio la Roma-Firenze);
- linee riservate alla circolazione di treni ad alta velocità (ad esempio le linee TGV in Francia, le linee "Shinkansen" in Giappone e le linee dedicate all'alta velocità in Italia).

I treni AV attuali sono per la maggior parte dotati di trazione elettrica mediante linea aerea di contatto, con diverse possibili tensioni. Sono esistiti ed esistono anche mezzi mossi da motori diesel, fra cui gli IC4 danesi e gli ICE TD di Deutsche Bahn.

## Estensione della rete nei paesi
Secondo l'UIC, al 1º ottobre 2022 le linee ad alta velocità per estensione sono:
|    | Stato          | In servizio (km) | In costruzione (km) | Pianificate (km) | Totale (km) |
| -- | -------------- | ---------------- | ------------------- | ---------------- | ----------- |
| 1  | Cina           | 40.493           | 13.063              | 11.238           | 64.794      |
| 2  | Spagna         | 3.917            | 772                 | 789              | 5.478       |
| 3  | Giappone       | 3.146            | 336                 | 194              | 3.677       |
| 4  | Francia        | 2.735            | 0                   | 1.242            | 3.977       |
| 5  | Germania       | 1.631            | 87                  | 81               | 1.799       |
| 6  | Turchia        | 1.232            | 1.483               | 2.186            | 4.901       |
| 7  | Finlandia      | 1.120            | 0                   | 394              | 1.514       |
| 8  | Italia         | 921              | 327                 | 0                | 1.248       |
| 9  | Corea del Sud  | 873              | 104                 | 0                | 977         |
| 10 | Svezia         | 860              | 54                  | 1.290            | 2.204       |
| 11 | Stati Uniti    | 735              | 275                 | 3.169            | 4.179       |
| 12 | Arabia Saudita | 449              | 0                   | 0                | 449         |
| 13 | Taiwan         | 354              | 0                   | 0                | 354         |
| 14 | Austria        | 254              | 281                 | 71               | 606         |
| 15 | Polonia        | 224              | 0                   | 1.680            | 1.904       |
| 16 | Belgio         | 209              | 0                   | 0                | 209         |
| 17 | Marocco        | 186              | 0                   | 640              | 826         |
| 18 | Svizzera       | 176              | 0                   | 0                | 176         |
| 19 | Regno Unito    | 113              | 225                 | 168              | 506         |
| 20 | Paesi Bassi    | 90               | 0                   | 0                | 90          |
| 21 | Serbia         | 78               | 108                 | 204              | 390         |
| 22 | Danimarca      | 56               | 0                   | 0                | 56          |
| -  | Iran           | 0                | 410                 | 2.694            | 3.104       |
| -  | Portogallo     | 0                | 80                  | 418              | 498         |

## Alta velocità in Europa
Attualmente, la rete ferroviaria ad alta velocità in Europa si estende per circa 12.000 chilometri, con ulteriori 3.000 chilometri in fase di costruzione e un programma previsto di circa 9.300 chilometri per future espansioni .
Ad oggi è la Spagna il paese europeo che, coi suoi 3917 km, dispone della rete ad alta velocità più sviluppata d'Europa, avendo superato nel 2010 (grazie all'apertura della linea Madrid-Valencia) la Francia, che per lungo tempo è stato il paese europeo con la rete più sviluppata d'Europa e attualmente seconda con 2735 km di estensione. Al quarto posto l'Italia con una rete estesa per 921 km.

### Rete ferroviaria transeuropea ad alta velocità
Nell'ambito delle reti ad alta velocità si inseriscono inoltre gli "assi ferroviari" della rete ferroviaria transeuropea ad alta velocità che prevede undici corridoi, nove dei quali includono reti ad alta velocità:
- Corridoio Atlantico
- Corridoio Adriatico Baltico
- Corridoio Mediterraneo
- Corridoio del Mare del Nord-Baltico
- Corridoio Mediterraneo del Mare del Nord
- Corridoio Oriente-Medio Oriente
- Corridoio Reno-Alpi
- Corridoio Reno-Danubio
- Corridoio Scandinavo Mediterraneo
- Sistema europeo di gestione del traffico ferroviario

### Reti per paese

#### Spagna

Mappa delle linee ad alta velocità

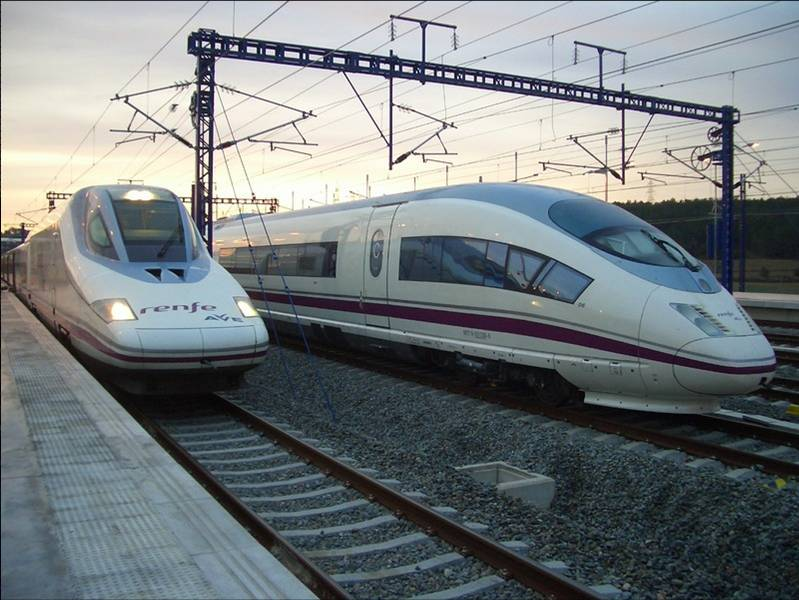
Treni di alta velocità Spagnoli: AVE

La prima tratta ad alta velocità spagnola risale al 1992 con il collegamento delle province di Madrid, Ciudad Real, Córdoba e Siviglia.
Il sistema ferroviario ad alta velocità della penisola iberica è gestito dalla società statale Administrador de Infraestructuras Ferroviarias (Adif) dal 1º gennaio 2005.
Ad ottobre 2023, la rete è estesa per 3917 km e collega ben 28 province con ben 47 stazioni.
Le linee attualmente in servizio (ottobre 2023) sono 10:
- Madrid - Ciudad Real - Puertollano - Cordova - Siviglia (aprile 1992, velocità massima: 300 km/h, lunghezza: 472 km);
- Cordova - Puente Genil - Antequera - Malaga (dicembre 2007, velocità massima: 300 km/h, lunghezza: 155 km)[14];
- Madrid - Guadalajara - Calatayud - Saragozza - Lleida - Camp de Tarragona - Barcellona - Girona - Figures(ottobre 2003, velocità massima: 350 km/h, lunghezza 621 km), è la prima linea a collegare una città spagnola (Barcellona) con il confine francese[15];
- Madrid - Segovia - Medina del Campo - Zamora - Sanabria - Ourense - Santiago de Compostela - A Coruña(dicembre 2011, velocità massima 350 km/h, lunghezza: 435 km)[16];
- Madrid - Segovia - Valladolid (dicembre 2007, velocità massima 350 km/h, lunghezza: 179 km)[17];
- Madrid - Toledo (novembre 2005, velocità massima 270 km/h, lunghezza: 75 km)[18];
- Madrid - Levante:
  - Madrid - Cuenca - Valencia - Castellón (gennaio 2018, velocità massima: 350 km/h, lunghezza: 464 km)[19];
  - Madrid - Cuenca - Albacete - Alicante (giugno 2013, velocità massima: 350 km/h, lunghezza: 479 km)[20];
- Vigo - Pontevedra - Santiago de Compostela - A Coruña (dicembre 2009, velocità massima: 250 km/h, lunghezza: 241 km)[21];
- Antequera - Loja - Granada (giugno 2019, velocità massima: 300 km/h, lunghezza: 122 km)[22];
- Valladolid - Venta de Baños - Palencia - León (settembre 2015, velocità massima: 350 km/h, lunghezza 166 km)[23];

In Spagna la compagnia nazione che opera il servizio di Alta Velocità è RENFE con i marchi: AVE (Alta Velocidad Española), Alvia, Euromed, Avlo.
In seguito alla liberalizzazione del mercato ferroviario spagnolo operano anche SNFC (che già collegava alcune città spagnole alla Francia) con il marchio Ouigo España e Trenitalia con il Marchio Iryo, in consorzio con la compagnia Air Nostrum.
La rete ad Alta Velocità spagnola è alimentata da corrente alternata a 25 kV e presenta 3027,2 km a scartamento standardeuropeo, 675 km con scartamento largo (1668 mm) e 127,1 km di larghezza mista.

#### Francia

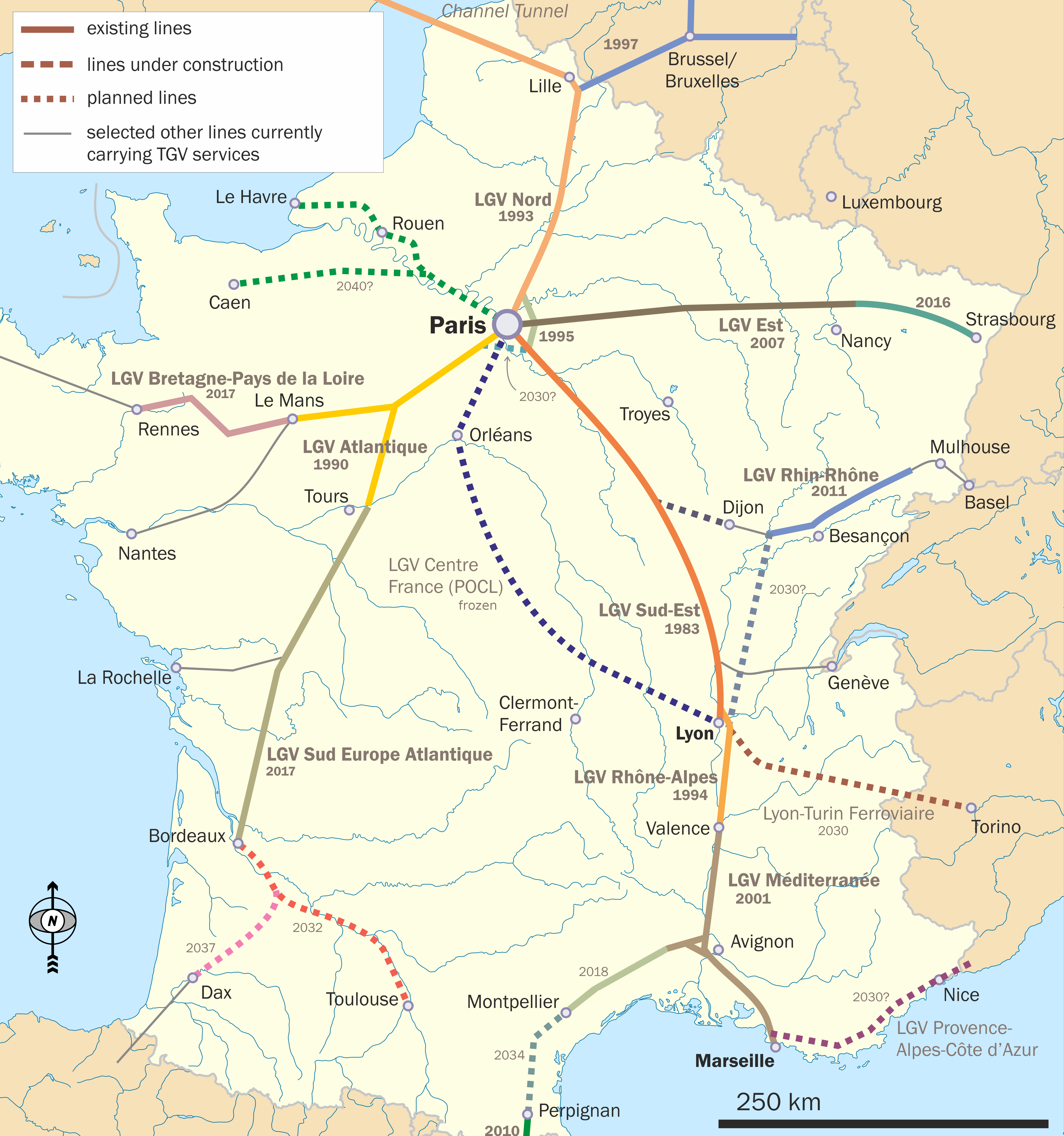
La rete del TGV in Francia.

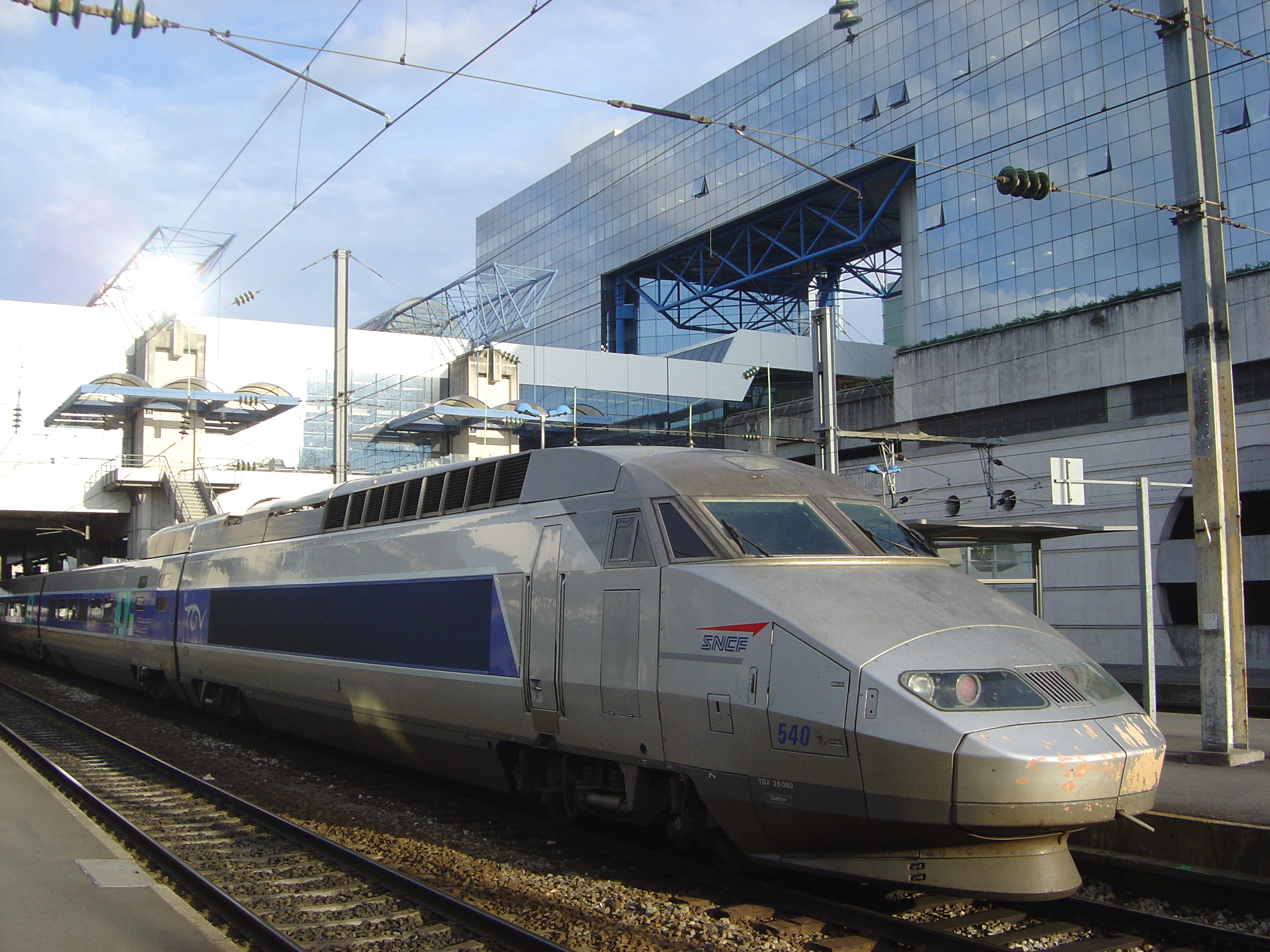
Un TGV francese nella stazione di Rennes.

La rete ad alta velocità LGV (acronimo per Lignes à Grande Vitesse, lett. "Linee a grande velocità") nacque nel settembre 1981 con l'apertura della tratta Sathonay-Saint Florentin della linea tra Lione e Parigi (LN1).
La rete ferroviaria francese è gestita dal gruppo SNCF, ad eccezione del periodo tra il 1997 e il 2015 nel quale fu l'azienda pubblica RFF (Rèseau ferré de France), poi reintegrata all'interno del gruppo SNCF, a gestire l'infrastruttura.
Ad ottobre 2023 la rete è estesa per 2735 km e collega 10 province con ben 140 stazioni.
Le linee attualmente in servizio (gennaio 2025) sono 10:
- LGV Sud-Est (LN1): Parigi - Le Creusot - Mâcon - Lione (settembre 1981, velocità massima: 300 km/h, lunghezza: 538 km)[28][29][30][31]
- LGV Atlantique (LN2): Parigi - Massy - Vendôme - Tours (settembre 1990, velocità massima: 300 km/h, lunghezza: 228 km);[27][28][30][32]
  - ramo occidentale: Parigi - Massy - Le Mans (settembre 1989, velocità massima: 300 km/h, lunghezza: 176 km);[27][28][29][30][32]
- LGV Nord (LN3): Parigi - Haute-Picardie - Arras - Lilla - Calais (settembre 1993, velocità massima: 300 km/h, lunghezza: 333 km);[28][29][30][31]
- LGV Rhône-Alpes (LN4): Lione - Valence (luglio 1994, velocità massima: 300 km/h, lunghezza: 115 km);[28][30][31][33]
- LGV Méditerranée (LN5): Valence - Avignone - Aix-en-Provence - Marsiglia (giugno 2001, velocità massima: 320 km/h, lunghezza: 251 km);[28][29][30][31]
- LGV Est-Européenne:
  - (LN6): Parigi - Champagne-Ardenne - Meuse - Lorraine (marzo 2007, velocità massima: 320 km/h, lunghezza: 300 km);[28][29][30][32]
  - (LN8): Lorraine - Strasburgo (luglio 2016, velocità massima: 320 km/h, lunghezza: 106 km);[28][29][30][32]
- LGV Rhin-Rhône: Digione - Besançon - Belfort (2011, velocità massima: 320 km/h, lunghezza: 140 km)
- LGV Sud Europe Atlantique: Tours - Poitiers - Angoulême - Bordeaux (2017, velocità massima: 320 km/h, lunghezza: 302 km)
- LGV Bretagne-Pays de la Loire (2017, velocità massima: 320 km/h, lunghezza: 182 km)
- LGV Nîmes - Montpellier (2018, velocità massima: 220 km/h, lunghezza: 80 km)
- LGV Perpignan-Figueres (2010, velocità massima: 320 km/h, lunghezza: 44 km)

In Francia SNCF opera anche come compagnia nazionale per il servizio di alta velocità.
Il TGV serve, con la denominazione Eurostar, anche l'Eurotunnel sotto la Manica e raggiunge Londra in due ore e trenta minuti.

#### Germania

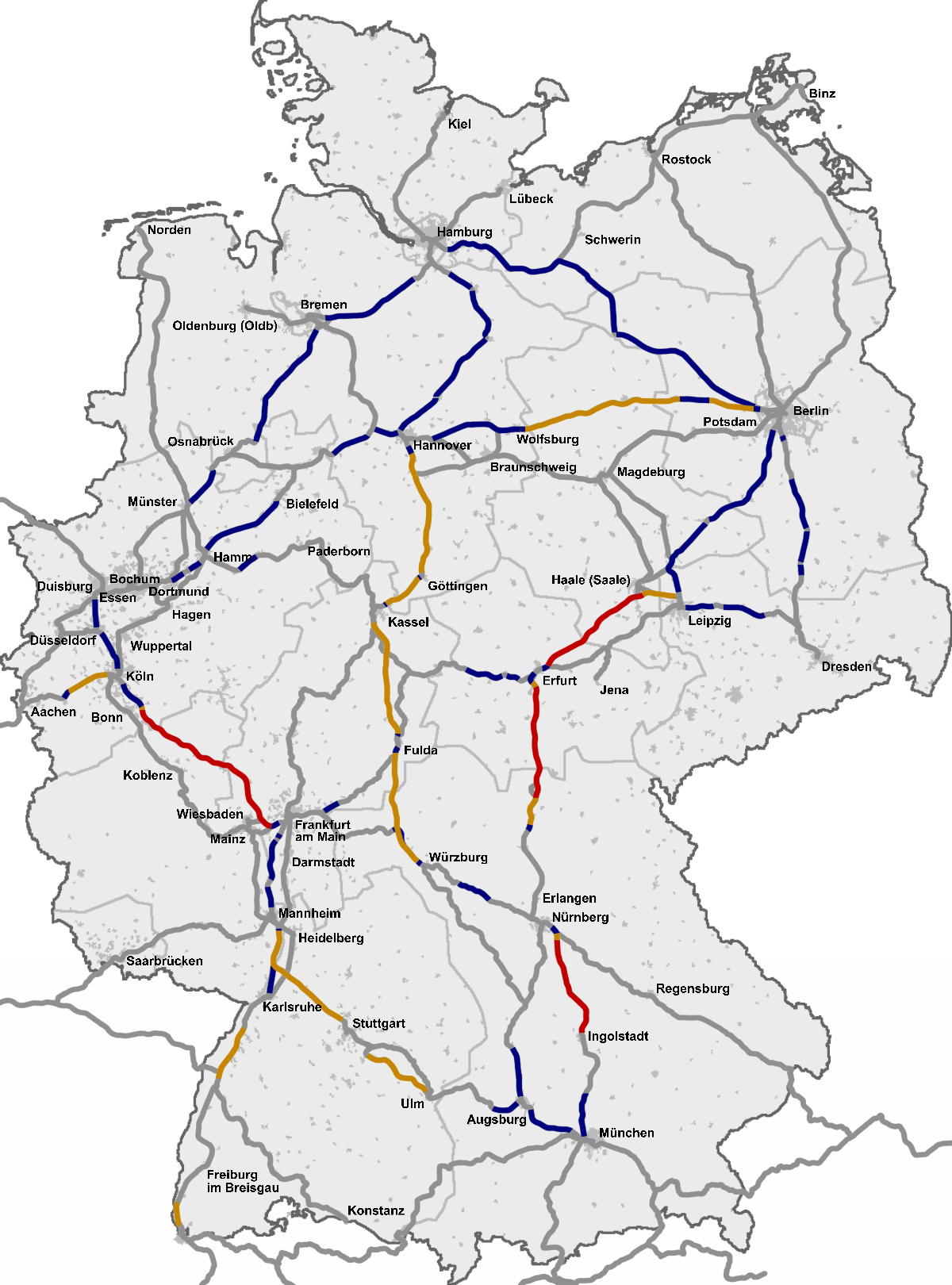
Rete AV tedesca.

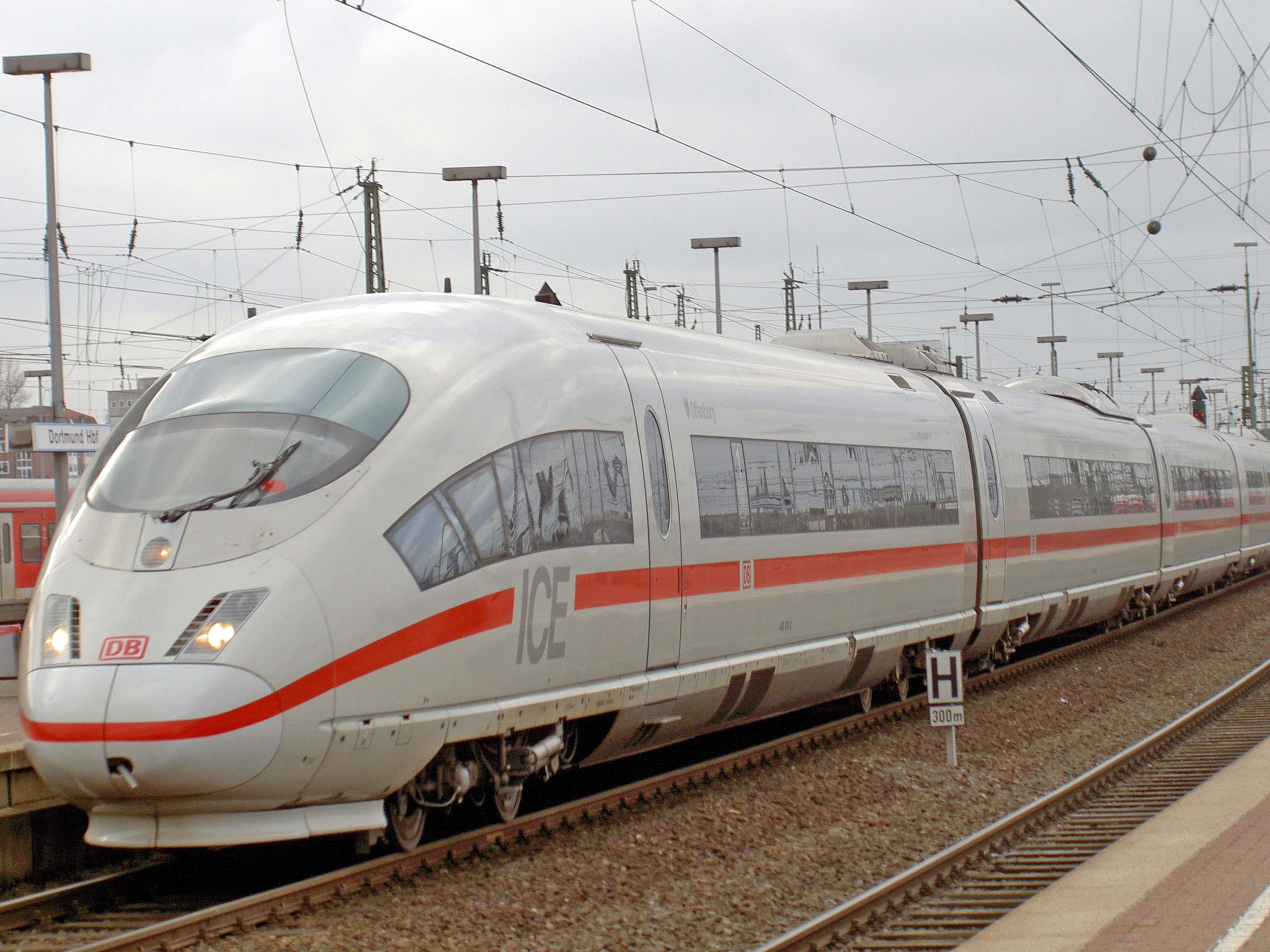
ICE3 tedesco a Dortmund.

La costruzione delle prime linee tedesche ad alta velocità è cominciata poco dopo quella delle LGV francesi. La strada seguita ha previsto due tipi di intervento:
- Linee potenziate (Ausbaustrecken) o ABS
- Linee di nuova costruzione (Neubaustrecken) o NBS.

Per via dei ritardi causati da diatribe legali, gli elettrotreni InterCityExpress (ICE) sono diventati operativi solo dal 1988 con l'attivazione delle relazioni Stoccarda-Mannheim e Würzburg-Fulda. Data la differente distribuzione delle aree urbane in Germania, che ha una densità di popolazione all'incirca doppia rispetto alla Francia, la rete ICE è stata integrata con le linee e i treni preesistenti in maniera più stretta rispetto alla rete francese. In atto le linee nuove ad AV sono la Hannover-Würzburg (1988/1991), la Stoccarda-Mannheim (1988), la Berlino-Wolfsburg (1997), la Colonia-Francoforte (2002), e la Norimberga-Ingolstadt (2006). Sulle due ultime sono presenti rampe in ascesa del 40 per mille.
Gli elettrotreni tipo ICE hanno cominciato a raggiungere destinazioni in Austria e Svizzera poco dopo essere entrati in servizio, sfruttando il fatto di utilizzare la stessa tensione usata nelle reti di questi stati. A partire dal 2000, treni ICE multisistema di terza generazione sono arrivati nei Paesi Bassi e in Belgio. La richiesta di ammettere i treni ICE alla rete francese LGV è stata avanzata nel 2001, ma le prove tecniche sono state completate solo nel 2005. Dal mese di maggio 2008 sono attivi due collegamenti giornalieri tra Germania e Francia: il Francoforte-Parigi, effettuato con materiale tedesco ICE 3, e il Parigi-Stoccarda, successivamente prolungato fino a Monaco di Baviera, effettuato con materiale TGV.
La Germania sta anche sviluppando il Transrapid, un sistema di treno a levitazione magnetica. Un circuito di prova, della lunghezza di 31,5 km, è in funzione nell'Emsland (nella zona della Bassa Sassonia) e su di esso il Transrapid ha raggiunto il traguardo dei 500 km/h. In Cina lo Shanghai Maglev Train, un maglev basato sulla tecnologia Transrapid, costruito in collaborazione con la Germania, è operativo dal marzo 2004.

#### Italia

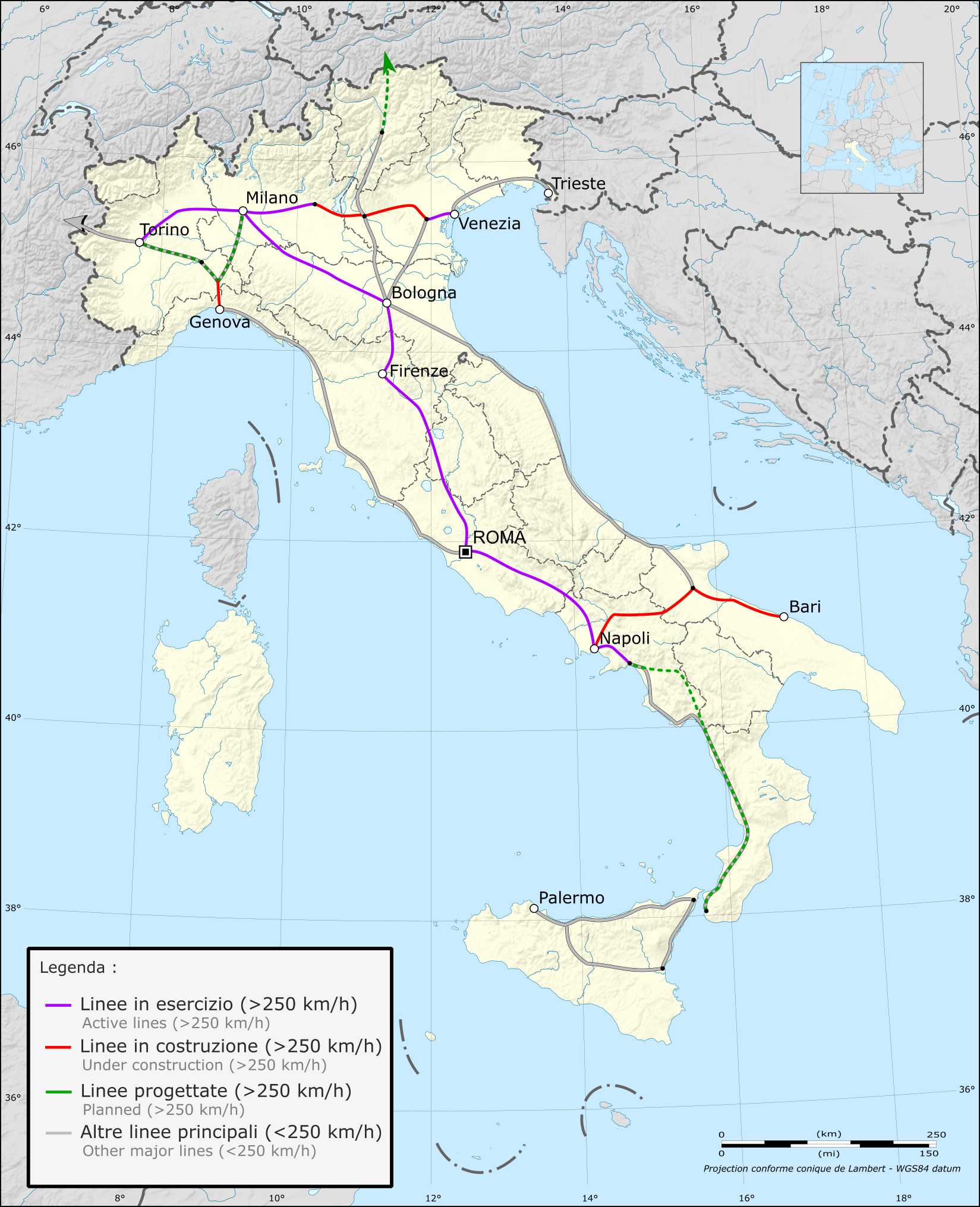
Schema delle linee AV-AC e AC in Italia

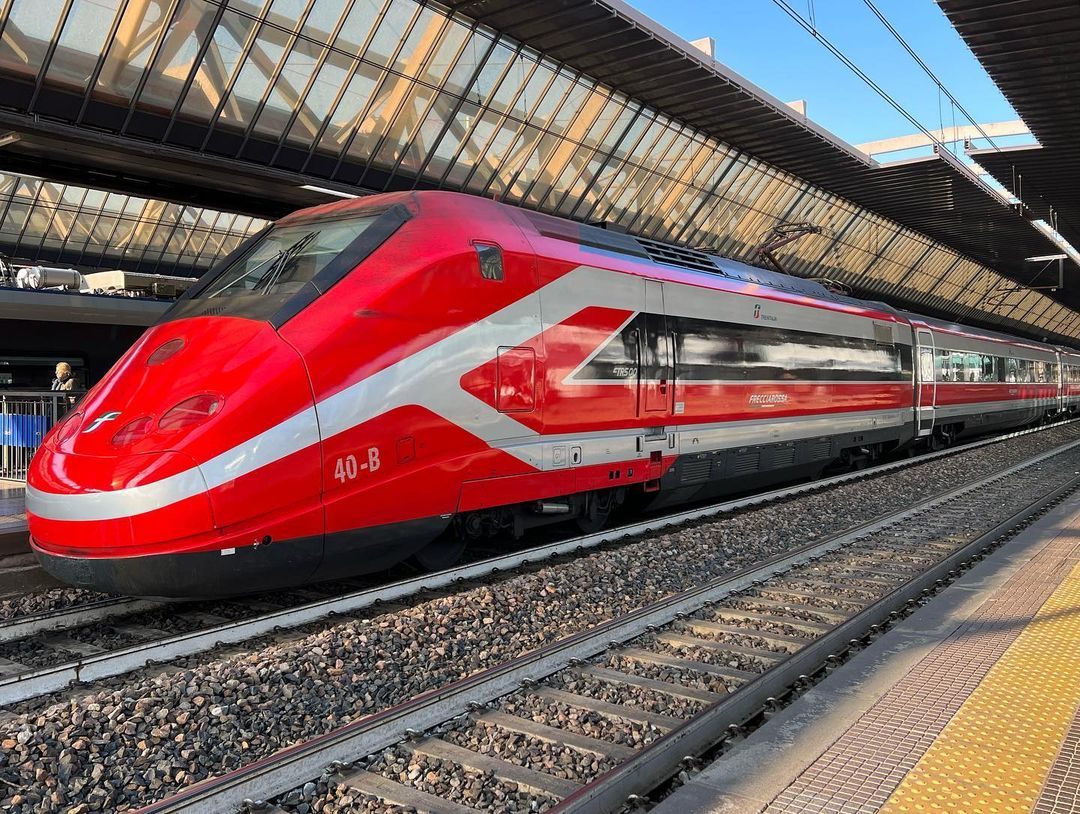
ETR.500 Frecciarossa nella stazione di Milano Rogoredo

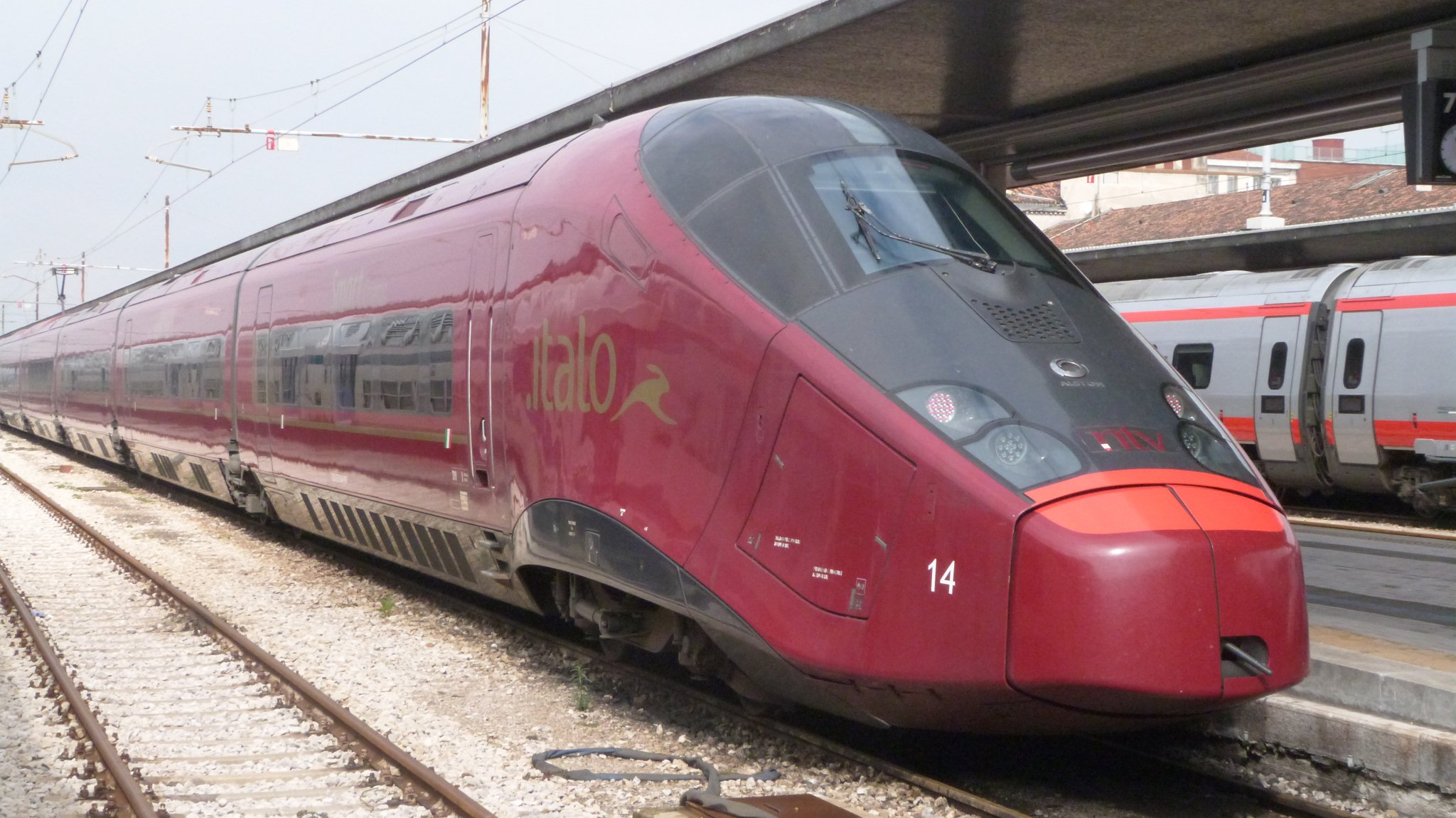
Italo AGV.575 nella stazione di Venezia Santa Lucia.

Secondo la classificazione di RFI, la rete ferroviaria ad alta velocità italiana in esercizio al 31 dicembre 2023 misura 1097 km, Sono attive le linee da Torino a Salerno (via Milano, Bologna, Firenze, Roma, Napoli), da Milano a Brescia e da Padova a Venezia. Sono in progettazione/costruzione le linee lungo le direttrici Novi Ligure\Tortona-Genova attraverso il passo dei Giovi (il "Terzo Valico") e Brescia-Verona-Padova.
La prima linea veloce messa in progetto in Italia ed in Europa fu la Direttissima fra Roma e Firenze (254 km), costruita tra il 1970 e il 1992. La linea attraversa tre regioni (Toscana, Umbria e Lazio) e sette province (Firenze, Arezzo, Siena, Perugia, Terni, Viterbo e Roma), e il primo tratto (Roma-Città della Pieve, di 138 km) venne inaugurato il 24 febbraio 1977, quattro anni prima del tratto LGV Sathonay-St Florentin della Parigi-Lione.
La parte preponderante della linea Roma-Napoli entrò in esercizio il 19 dicembre 2005. Il 10 febbraio 2006 fu inaugurata la tratta Torino-Novara. Il 1º marzo 2007 fu aperta la tratta Padova-Venezia, il 2 luglio 2007 quella tra Milano e Treviglio. Nel giugno 2008 fu completata e messa in esercizio la linea Napoli-Salerno e il 14 dicembre 2008 la linea Milano-Bologna. Il 13 dicembre 2009 entrarono in esercizio la linea tra Bologna e Firenze e la tratta tra Novara e Milano (oltre al tratto finale della Roma-Napoli e all'adeguamento tecnologico della Direttissima Firenze-Roma). Fu così completata ed entrò in esercizio l'intera linea Torino-Salerno. La tratta Treviglio-Brescia, lunga 39 km, fu aperta il giorno 11 dicembre 2016.
Il nodo di Roma, lungo circa 10 km, fu completato nel giugno 2009 con l'attivazione del doppio binario del tratto di interconnessione alla Direttissima, verso la stazione Tiburtina. La velocità massima consentita da questa linea è di 250 km/h (Il nodo di Firenze, di oltre 9 km, si svilupperà per circa 7 km in sotterranea con due gallerie parallele).
Sono in costruzione le tratte Brescia-Verona, Verona-Vicenza, Tortona/Novi Ligure-Genova, i collegamenti internazionali con Lione (Ferrovia Torino-Lione) ed Innsbruck (Galleria di base del Brennero) e l'itinerario Napoli-Bari ad alta capacità.
Sono in progettazione la linea ad alta velocità tra Salerno e Reggio Calabria (ed il suo successivo proseguimento tramite un ponte sullo stretto di Messina in Sicilia, con la tratta Messina-Catania-Palermo), il potenziamento della linea adriatica Bologna-Lecce, la velocizzazione della tratta Venezia-Trieste.
| Rete AV                      | Milano-Bologna | Bologna-Firenze | Firenze - Roma direttissima | Roma-Napoli | Napoli-Salerno |
| ---------------------------- | -------------- | --------------- | --------------------------- | ----------- | -------------- |
| consente velocità ≥ 240 km/h | 182 km         | 78,5 km         | 254 km                      | 205 km      | 29 km          |

| Rete AV        | Torino-Milano | Milano-Treviglio | Treviglio-Brescia | Brescia-Verona | Verona-Vicenza | Vicenza-Padova | Padova-Venezia |
| -------------- | ------------- | ---------------- | ----------------- | -------------- | -------------- | -------------- | -------------- |
| Realizzata     | 125 km        | 27 km            | 39,6 km           |                |                |                | 25 km          |
| In costruzione |               |                  |                   | 60 km          | 51,2 km        | 27,6 km        |                |

Per la dorsale ad alta velocità da Torino a Salerno sono stati impiegati 32 miliardi di euro, interamente a carico dello Stato Italiano.
Su tutta la rete AV italiana è attivo il sistema di controllo della marcia del treno ERTMS (eccetto il tratto Orvieto-Roma della Direttissima e la Napoli-Salerno), sviluppato e installato dal Consorzio Saturno, che riunisce Ansaldo STS, Sirti, Alstom e BBR. Le rotaie sono state fornite da Lucchini e prodotte a Piombino.
Il servizio è svolto con treni di vari tipi da parte di Trenitalia e Italo - Nuovo Trasporto Viaggiatori (NTV). Nel periodo 2013-2020, grazie alla liberalizzazione e alla concorrenza fra Trenitalia e Italo, il numero di passeggeri sull'alta velocità è più che raddoppiato, mentre il costo dei biglietti è sceso del 40%. L'Italia è stato il primo paese europeo ad aver liberalizzato il mercato dell'alta velocità ferroviaria.

#### Paesi Bassi e Belgio
La linea olandese HSL-Zuid sarà realizzata per connettere i Paesi Bassi con il Belgio e la Francia. Sarà utilizzata sia da treni derivati dai TGV francesi, i "Thalys", sia dai treni ad alta velocità domestici. I Thalys operano infatti già tra il Belgio, la Francia e i Paesi Bassi.
Bruxelles in Belgio possiede tre linee HSR che la connettono con altre città: una va verso Lilla in Francia, una verso Colonia in Germania, e una ad Amsterdam nei Paesi Bassi.

#### Regno Unito
Nel Regno Unito i convogli Eurostar, che viaggiano attraverso la galleria sottomarina della Manica, che connette il Regno Unito con Francia e Belgio, sono versioni modificate dai treni TGV, che possono usare più tensioni di alimentazione, possono raccogliere l'elettricità sia dal pantografo sia dalla terza rotaia, possono adattarsi a diverse altezze della banchina, e gestire non meno di sette diverse modalità di segnalazione. Come i TGV, i treni Eurostar sono articolati con dei carrelli fra i vagoni, e le tipiche unità operative di proprietà francese hanno 18 carrozze, quelle inglesi 14. Un treno a pieno carico porta 794 passeggeri, approssimativamente equivalente a quattro Boeing 737 (l'aeroplano usato tipicamente dalle compagnie low-cost). Questi treni operano alle velocità commerciali più alte del Regno Unito, usando binari di costruzione speciale fra la galleria della Manica e Londra.
Il 27 novembre 2007 è stata aperta l'ultima tratta della High Speed 1, la linea alta velocità che collega Fawkham e la stazione londinese di St. Pancras. Questo ha portato, già nel mese di dicembre 2007, a un incremento del traffico viaggiatori del 40%, grazie anche all'aumento delle coppie giornaliere che collegano Parigi, passate da 14 a 17. I tempi di percorrenza fra Londra e la capitale francese sono scesi a 2h 15', e si prevede in futuro che scendano ancora. I vantaggi del nuovo terminale londinese per i passeggeri degli Eurostar sono dovuti al fatto che alla stazione di St. Pancras trovano le coincidenze coi treni per le città del nord dell'Inghilterra, mentre l'altra importante stazione di King's Cross è raggiungibile a piedi in pochi minuti.
Il resto della rete è piuttosto lento, con velocità massima nominale di 225 km/h limitata però a 200 km/h (come nel caso della West Coast Main Line), con linee risalenti alla metà del XIX secolo. Le ferrovie negli anni settanta e ottanta sono state promotrici del progetto APT, che però fallì a causa di gravi problemi tecnici.
Oggi sono stati introdotti sulla linea anche dei nuovi Pendolini Classe 390 operati da Virgin Trains, in servizio tra Londra, Birmingham, Manchester, Liverpool e Glasgow.

#### Russia

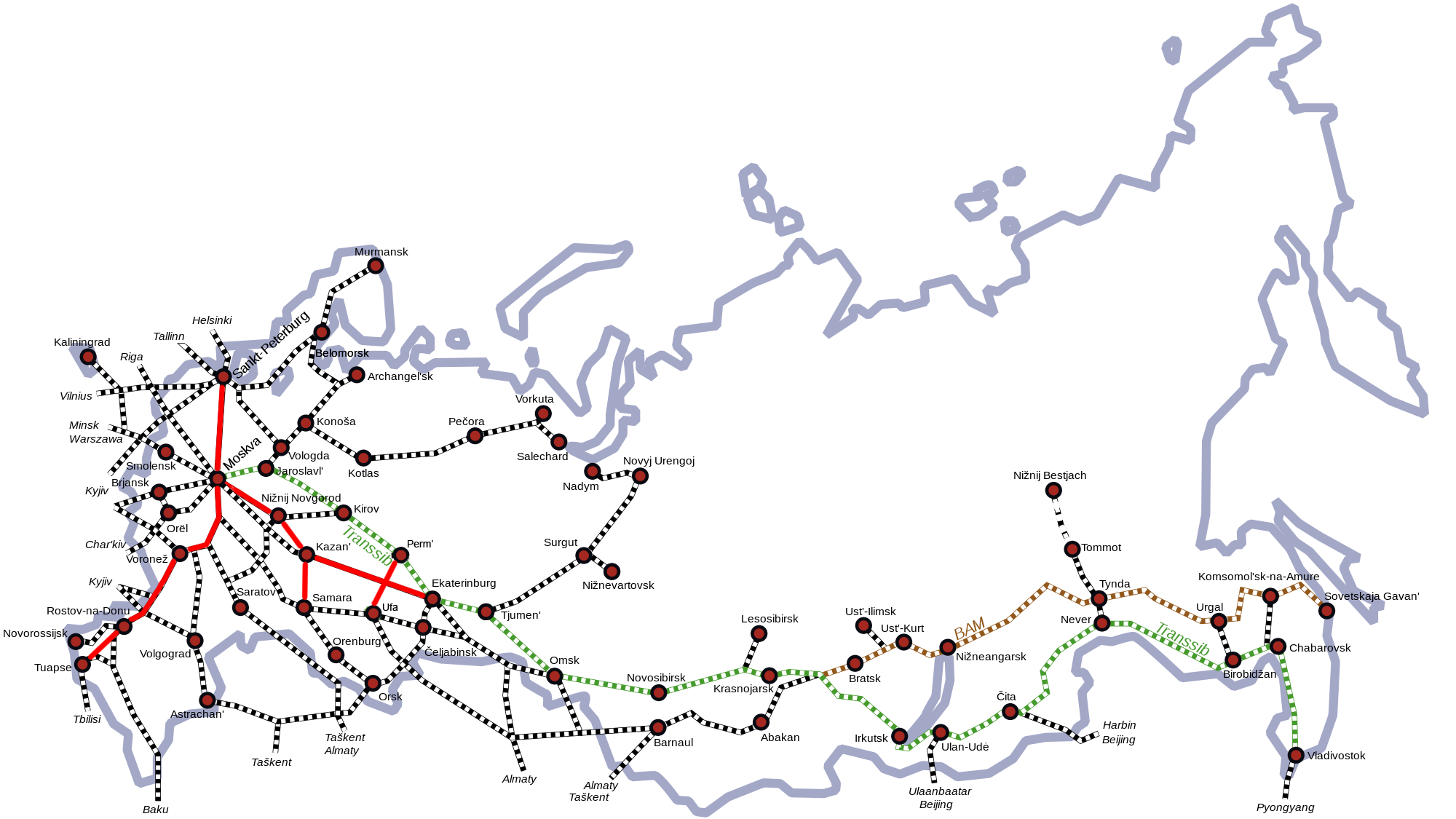
L'alta velocità pianificata per la realizzazione in Russia fino al 2030.

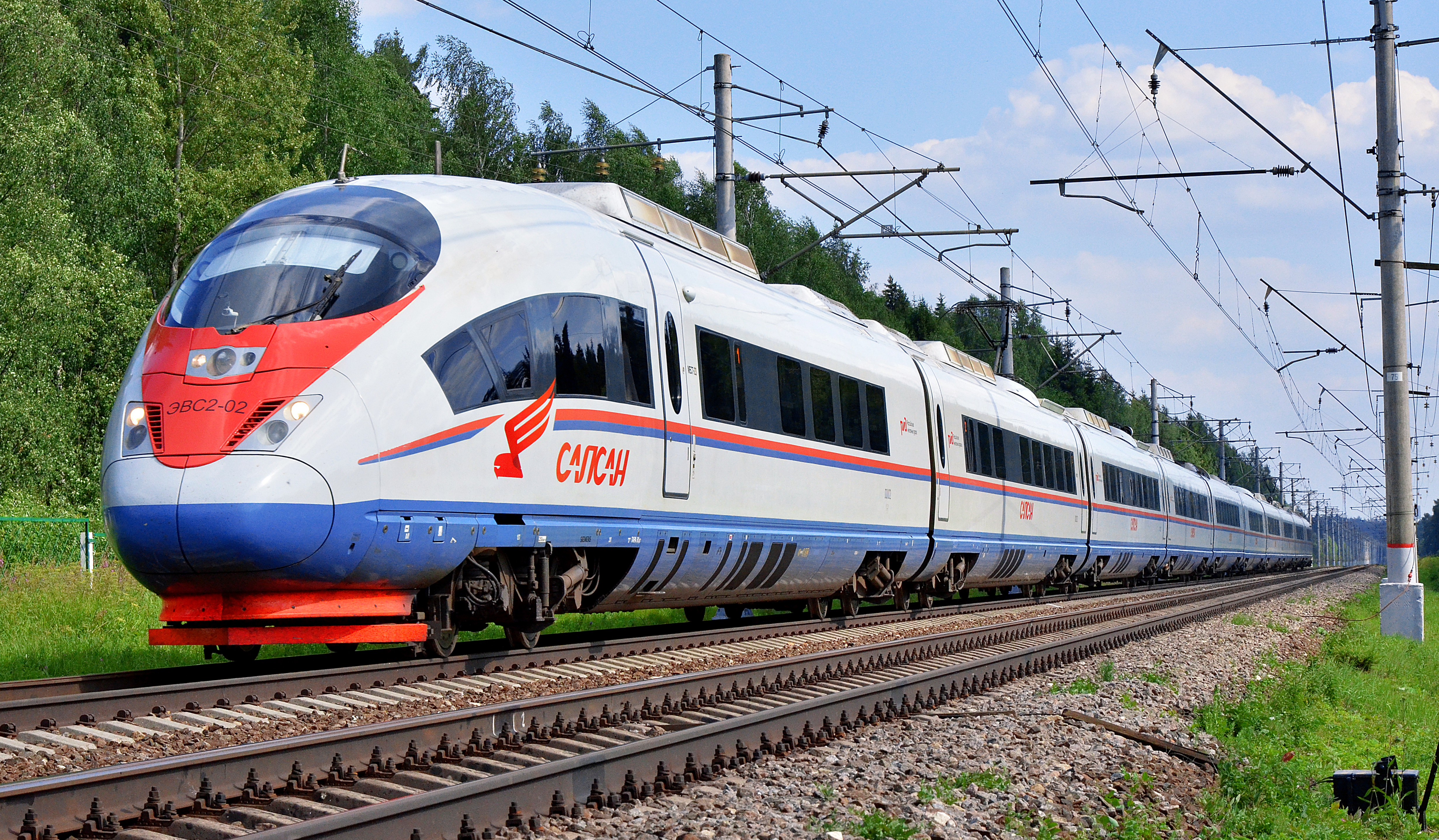
Treno AV "Sapsan" o "Siemens Velaro RUS", costruiti dalla Siemens AG, sulla linea Mosca-San Pietroburgo.

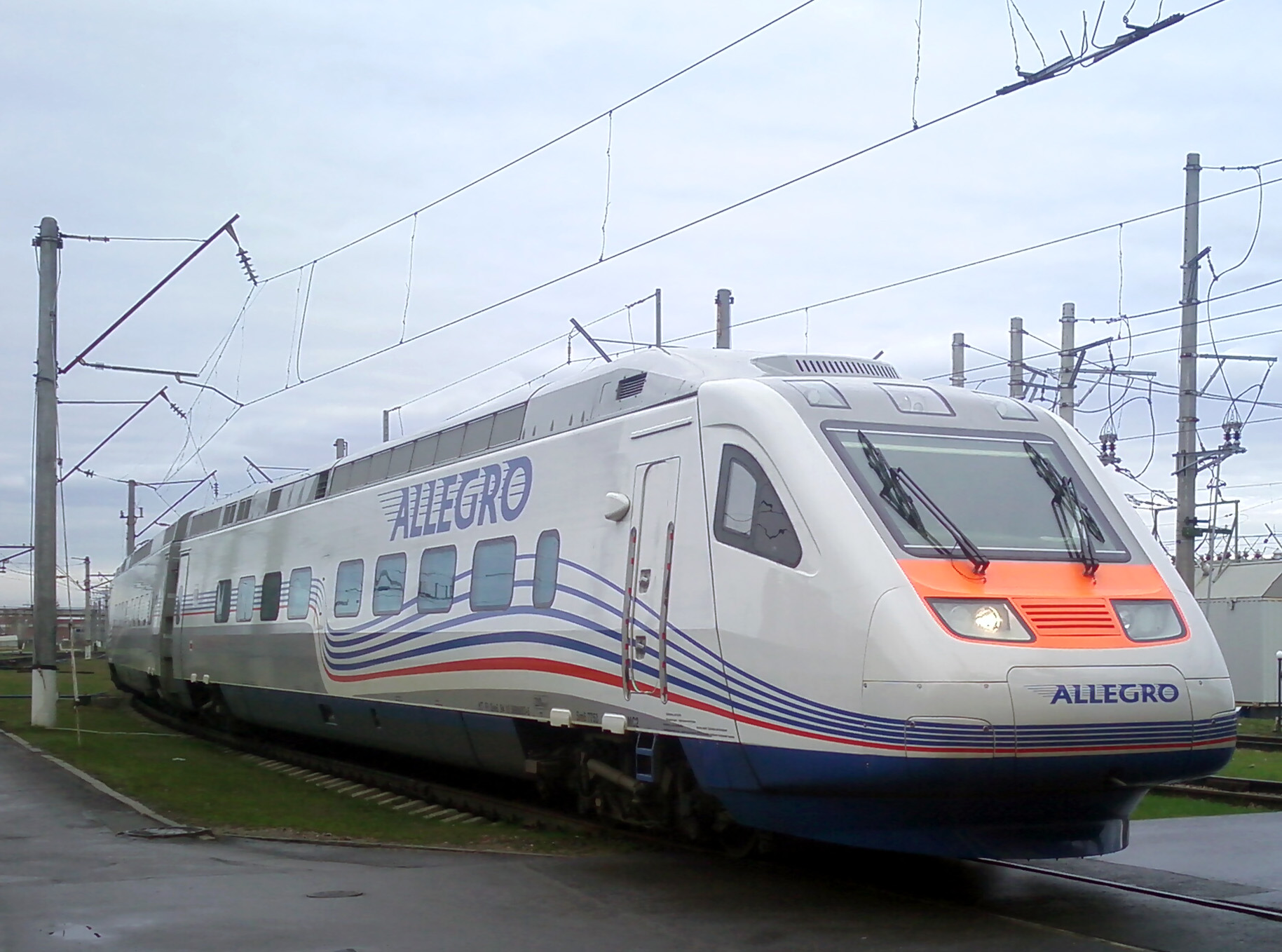
Treno AV "Allegro" o "ETR 460 Pendolino Sm6" della francese Alstom ex Fiat Ferroviaria sulla linea Helsinki - San Pietroburgo.

La tratta fra San Pietroburgo e Mosca è servita dai treni ad alta velocità Siemens Velaro RUS acquistati dalla Russia in grado di raggiungere i 290 km/h.
La linea ferroviaria ad alta velocità che collega Mosca con San Pietroburgo è stata inaugurata il 17 dicembre 2009. I Treni AV "Sapsan" delle Ferrovie russe percorrono la distanza di 645 km in 3 ore e 45 minuti.
Il 30 luglio 2010 è stata inaugurata la linea ad alta velocità che collega Mosca con Nižnij Novgorod e sono stati aperti i nuovi collegamenti diretti sulla tratta San Pietroburgo - Mosca - Nižnij Novgorod con i treni AV "Sapsan" che percorrono la distanza di 1100 km in 8 ore e 25 minuti.
Il 12 dicembre 2010 è stata inaugurata la linea ad alta velocità che collega San Pietroburgo con la capitale finlandese Helsinki con i treni AV ETR 460 Pendolino "Allegro" che percorrono la distanza di 443 km in 3 ore e 36 minuti. I treni AV "Allegro" sono operati dalla joint venture finlandese-russa Karelian Trains sono composti dai 7 carrozze: 2 carrozze di classe business e 5 carrozze nella classe turistica col bar in una delle carrozze centrali.

#### Svizzera
L'alta velocità in Svizzera si concentra sul traffico merci attraverso le Alpi. A partire dagli anni novanta sono cominciati i grandi lavori ferroviari nell'ambito del progetto Alptransit. Il progetto si propone la costruzione di due linee "di pianura" (con un'altitudine massima di 500 m s.l.m.) attraverso le Alpi: il traforo di base del Lötschberg e la galleria di base del Gottardo (cui si aggiungono la galleria di base dello Zimmerberg e quella del Monte Ceneri). Nel dicembre del 2007 è stata aperta la galleria di base del Lötschberg, lunga 35 km. In questa galleria i treni merci e passeggeri possono viaggiare fino a 250 km/h. Il 15 ottobre 2010 è invece caduto l'ultimo diaframma della galleria di base del Gottardo, lunga 57 km, la più lunga al mondo. Il traforo è stato inaugurato il 1º giugno 2016, ma aperto al servizio viaggiatori l'11 dicembre. All'interno del tunnel la velocità massima consentita è di 249 km/h raggiungibile in caso di ritardo o altro eventi, raggiunta dagli Eurocity ETR610 e dagli ICN, la velocità normalmente programmata invece è di 200 km/h.
La Svizzera dispone di un treno ad assetto variabile dal 28 maggio 2000, quando in occasione del cambiamento degli orari ferroviari l'ICN (InterCity Neigezug, o InterCity pendolare) è diventato operativo, dapprima sulla linea Ginevra – Neuchâtel – Bienne – Olten – Zurigo – Winterthur – San Gallo. L'ICN, che può raggiungere la velocità di 200 km/h, è oggi usato anche sulle linee Basilea – Bienne –Neuchâtel – Ginevra e Bienne – Olten – Zurigo – Winterthur – Frauenfeld – Costanza. Da dicembre 2008, gli ICN circolano anche fra Basilea/Zurigo e il Canton Ticino, lungo l'asse del San Gottardo.
I servizi AV impiegano elettrotreni ETR 610 ordinati nel 2005 e consegnati dalla fine del 2009.
Nel dicembre 2004 la tratta ad alta velocità tra Berna e Olten permise di ridurre i tempi di percorrenza tra Berna e Zurigo a meno di un'ora. Dal 2007 la velocità massima della linea fu portata a 200 km/h.

#### Turchia
La Turchia ha recentemente cominciato a costruire linee ferroviarie ad alta velocità. La prima linea fra Istanbul e Ankara è stata inaugurata nel luglio 2014. I treni commerciali ad alta velocità (fabbricati dalla spagnola CAF) raggiungono una velocità di picco di 250 km/h e riducono il tempo di viaggio da 6-7 ore a circa 3 ore. Varie altre linee fra le principali città sono in progettazione; la seconda di esse, tra Ankara e Konya, è stata inaugurata il 23 agosto 2011.

## Alta velocità nel mondo

### Africa

#### Marocco

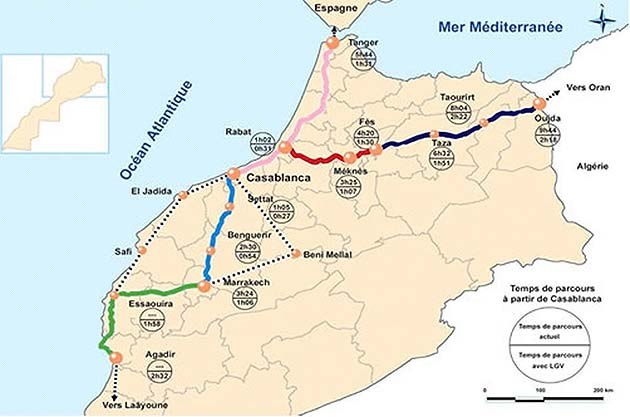
L'alta velocità pianificata per la realizzazione entro il 2035 in Marocco.

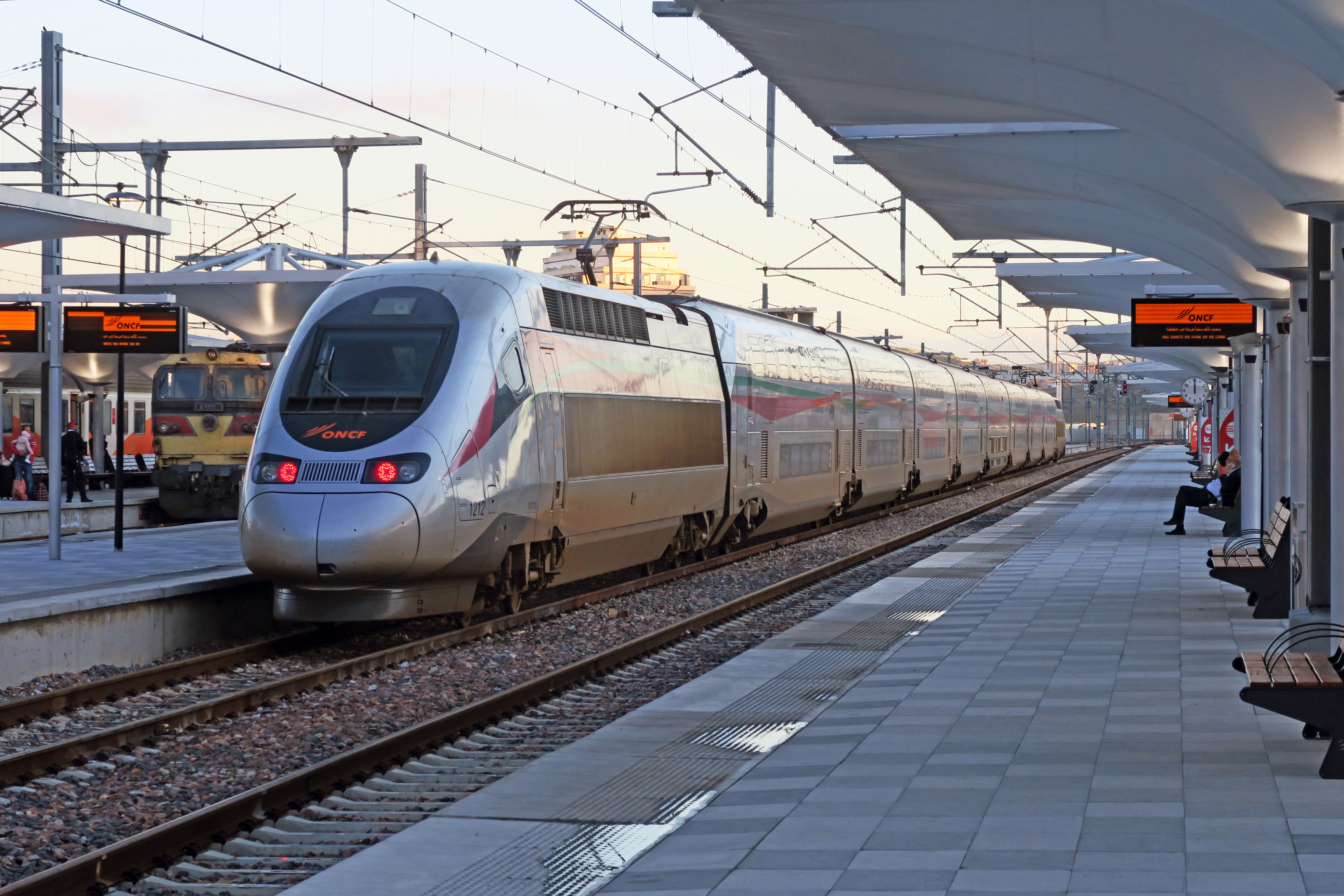
Treno Al Boraq RGV2N2 nella stazione di Tangeri-Ville.

Nel novembre 2018 è stata inaugurata la prima linea ad alta velocità del Paese e dell'Africa, su cui viaggiano i TGV di produzione francese, la Ligne Atlantique, che collega le città di Tangeri e Casablanca.
Mentre sono in fase di progetto nuove linee ad alta velocità:
- il prolungamento della Ligne Atlantique da Casablanca fino ad Agadir, passando per Marrakech ed Essaouira, entro il 2035;[67]
- Ligne Maghrébine: collegherà le città di Rabat e Oujda, passando per Meknès e Fès, entro il 2035.[68]

Per questi progetti sarà necessario un investimento di oltre 100 miliardi di dirham (circa 10 miliardi di euro).

### Asia

#### Cina

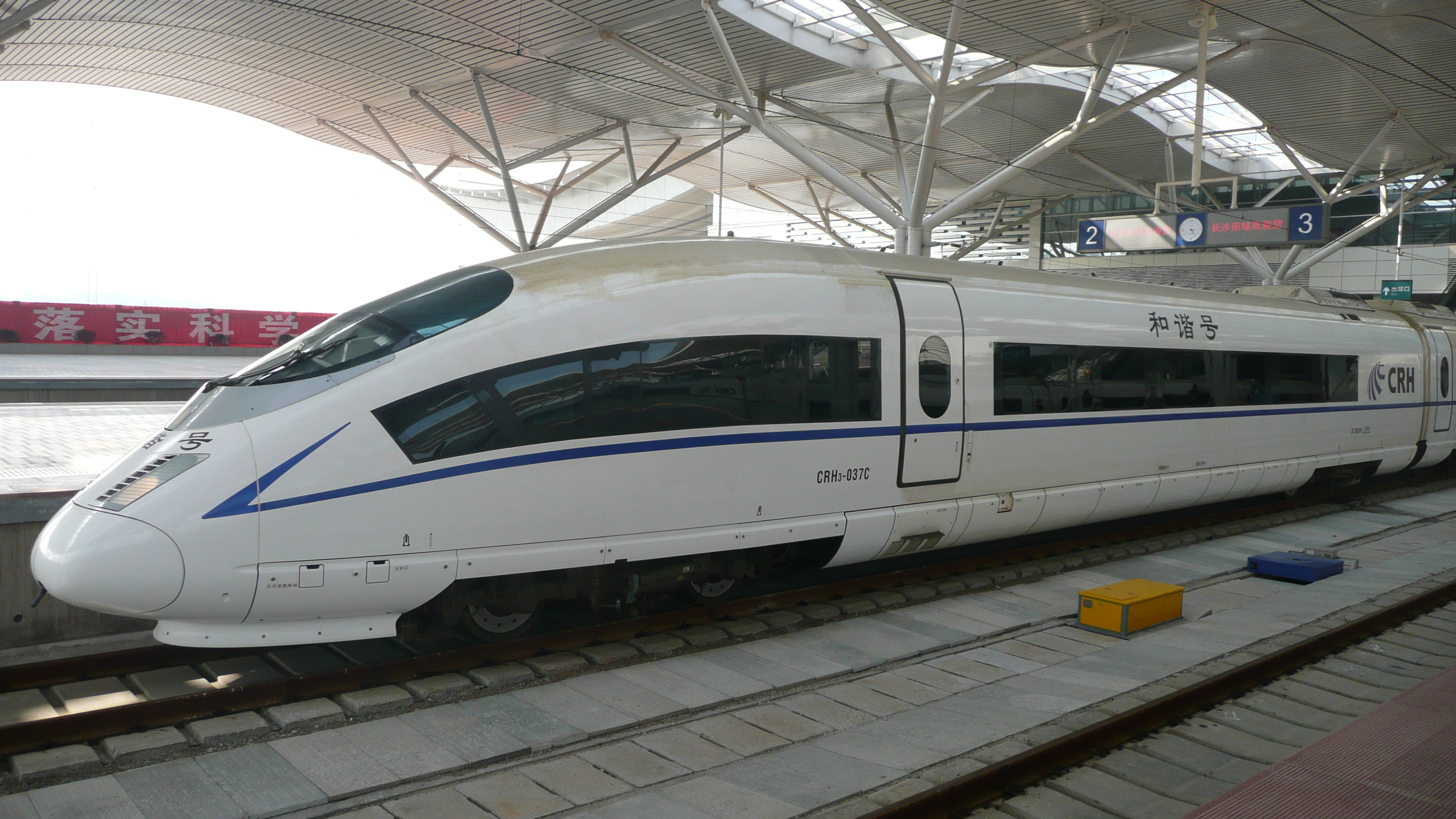
China Railways CRH3

Lo Shanghai Maglev Train, una versione del Transrapid in grado di viaggiare a 430 km/h con un picco raggiunto di 501 km/h, è usato per collegare Shanghai con l'Aeroporto Internazionale di Shanghai-Pudong dal marzo 2004, seppur con poca fortuna commerciale. La Cina sta considerando la costruzione di una intera rete con tecnologia maglev in grado di collegare Shanghai a Pechino, anche se l'elevato costo rende il progetto poco pratico. È in programma la costruzione di un secondo Transrapid tra Shanghai e Hangzhou, previsto per il 2010.
È operativa dal 25 luglio 2008 la linea ad alta velocità non-Maglev che collega Pechino e Tianjin, che percorre il tratto a una velocità di crociera di circa 350 km/h.
Il 24 dicembre 2009 è stata inaugurata una tratta a velocità media di 350 km/h da Canton, nel sud, a Wuhan, nel centro del Paese.

#### Corea del Sud

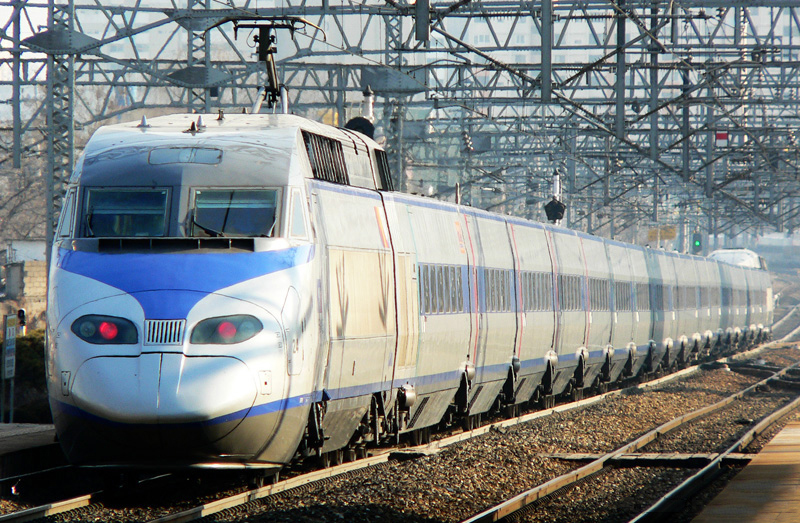
Un KTX coreano derivato dal TGV francese.

La linea KTX sudcoreana, separata dalla rete convenzionale, è stata aperta nell'aprile 2004. I convogli utilizzati su di essa derivano direttamente dai TGV francesi, e come quest'ultimi sono prodotti da Alstom. L'infrastruttura ha permesso di ridurre il tempo di percorrenza tra Seul a Daejon da 2 ore a soli 47 minuti.
Nel dicembre 2005, a causa di contestazioni con i produttori francesi, il Governo sudcoreano ha proposto la creazione di un nuovo treno nazionale, chiamato G-7: più veloce del TGV, si prevede possa raggiungere i 350 km/h e sarà dotato di sedili orientabili secondo il senso di marcia del treno.
Nel novembre 2010 è stata inaugurata la tratta mancante al completamento del percorso Seul-Pusan sulla linea KTX Gyeongbu. Al momento è in costruzione la linea KTX Honam che collegherà Seul con Mokpo in meno di 2 ore, e dal 2013 inizieranno le prove del nuovo KTX Hemu-400X.

#### Giappone

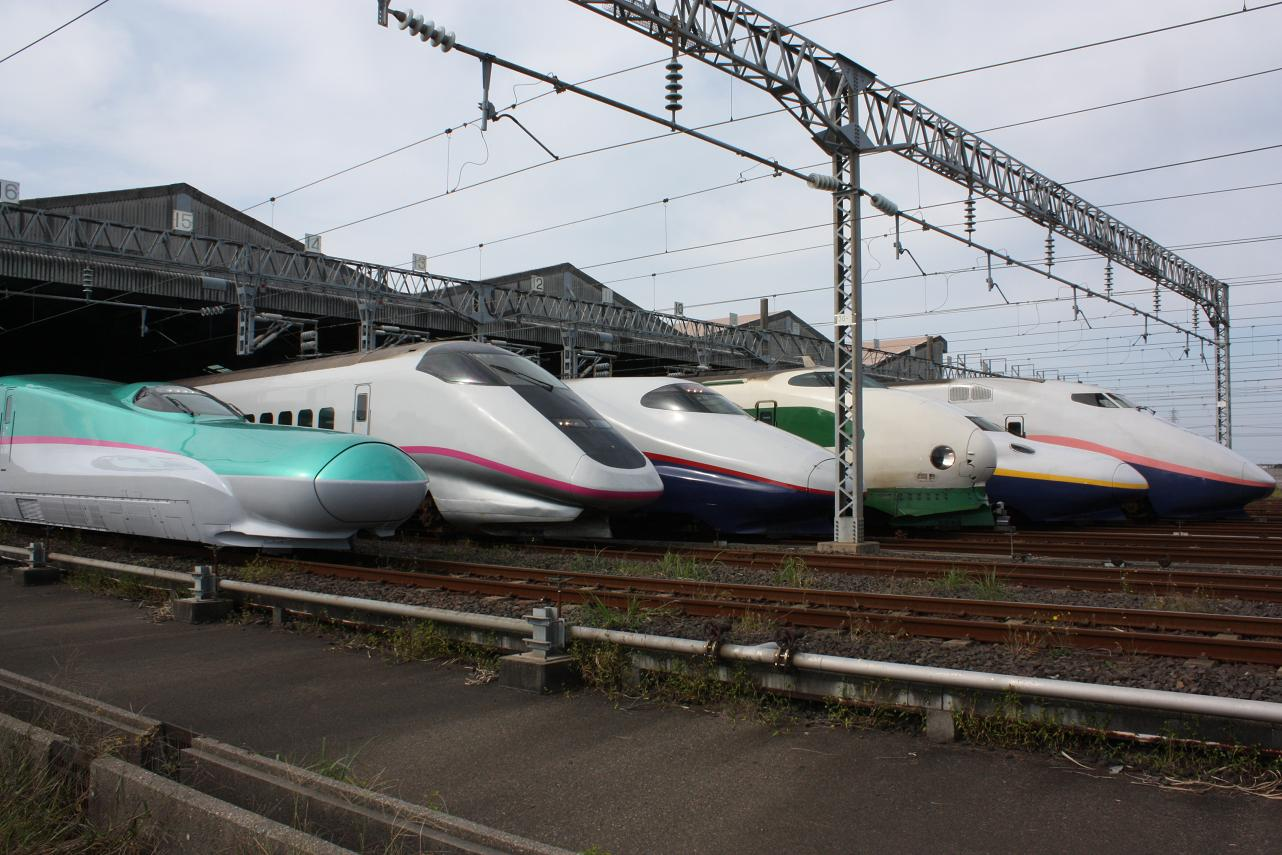
Serie di Shinkansen 200~E5

Nel 1964, dopo la costruzione della linea Tōkaidō Shinkansen (da Tokyo a Osaka), visto il successo, venne inaugurata una nuova tratta, la Sanyō Shinkansen. Nel 1970 si decise di costruire una intera rete ad alta velocità, i cui lavori cominciarono nel 1973 per la costruzione immediata di 5 nuove linee più altre 12 da costruire in una seconda fase, per un totale di circa 18 miliardi di dollari nel 1973. La crisi petrolifera e la recessione giapponese portarono alla cancellazione di alcune linee, mentre la costruzione delle altre fu rimandata al 1982.
Alcune linee giapponesi degli anni novanta non hanno tutte le caratteristiche di linee ad alta velocità: si tratta di linee miste, meno costose, che servono anche per alcune linee normali giapponesi a scartamento ridotto, ma che limitano la velocità dei treni rapidi.
Per i Giochi olimpici invernali del 1998 a Nagano, il Giappone aprì la Nagano Shinkansen (da Tokyo a Nagano).
La tratta tra Tokyo e Shin-Osaka, sulla Tokaido Shinkansen, la prima aperta, grazie alla continua evoluzione, ha ridotto i tempi di percorrenza da 4 ore nel 1964 a 2 ore e mezzo.
Un consorzio giapponese della Central Japan Railway Company sta sviluppando un sistema a levitazione magnetica. I test dello JR-Maglev MLX01 sulla Yamanashi Test Line hanno raggiunto velocità di 581 km/h, rendendolo il treno più veloce al mondo. Questi mezzi sono destinati alla direttrice Tokyo-Osaka, denominata Chuo Shinkansen.
Dal marzo del 2011 sono entrati in funzione i Shinkansen Serie E5, derivati dagli sperimentali Fastech 360, che viaggiano a una velocità massima di 320 km/h. Dal marzo 2013 sono entrati in servizio i nuovi Shinkansen Serie E6 che collegano Tokyo con Akita.
Al momento è in costruzione la sezione Nagano-Kanazawa dello Hokuriku Shinkansen, la prima tratta dello Hokkaidō Shinkansen e una diramazione del Kyushu Shinkansen per Nagasaki.

#### Taiwan
La Taiwan High Speed Rail è stata completata nell'ottobre 2006. È lunga circa 345 km da Taipei a Kaohsiung. È progettata per accogliere una versione modificata degli Shinkansen giapponesi Serie 700 prodotti dalle Kawasaki Heavy Industries. Al completamento la percorrenza tra Taipei e Kaohsiung sarà di soli 90 minuti contro le 4-6 ore di oggi.

#### Indonesia
Il 2 ottobre 2023 è stata inaugurata la linea ad alta velocità fra Giacarta e Bandung. La distanza di circa 150 km è coperta in 45 minuti.

### America

#### Canada
Il Canada aveva cominciato la costruzione di una rete AV negli anni sessanta con il progetto Turbotrain, un veicolo elettrotreno mosso da una turbina a gas in grado di raggiungere i 200 km/h, ma che per tutta la sua vita operativa venne limitato a soli 160 km/h e che subì frequentissimi stop tecnici dovuti a problemi di progettazione.
Negli anni settanta un consorzio guidato da Bombardier produsse l'LRC, un convoglio a carrozze separate trainato da una motrice diesel convenzionale, in grado di raggiungere i 200 km/h; entrato in servizio nel 1981 collegando Québec con Windsor, è stato limitato a 170 km/h a causa della capacità della linea.
Le inaffidabili motrici dell'LRC furono ritirate nel 2000, e rimpiazzate con motrici della General Motors e della General Electric.
Di recente sono stati proposti dei nuovi collegamenti AV tra Québec e Windsor, con il treno sperimentale JetTrain, un mezzo a cassa oscillante simile all'Acela Express della stessa Bombardier, dotato di un generatore elettrico mosso da un motore jet. Visto il poco interesse governativo, il progetto sembra essere stato abbandonato, ma potrebbe essere ripreso per la nuova linea tra Edmonton e Calgary.

#### Messico
Dopo una valutazione rigorosa dal punto di vista tecnico ed economico, grazie alla consulenza francese nell'autunno 2005 è stata lanciata una gara d'appalto per un servizio ad alta velocità tra Città del Messico e Guadalajara. Il costo del progetto è di circa 5 miliardi di dollari.

#### Stati Uniti d'America
160 mph (257 km/h)
     125 mph (201 km/h)
     110 mph (177 km/h)
     < 110 mph (< 177 Km/h)
     Pianificato/In costruzione
     Sospeso indefinitamente

La rete dei treni ad alta velocità negli Stati Uniti d'America:
160 mph (257 km/h)
125 mph (201 km/h)
110 mph (177 km/h)
< 110 mph (< 177 Km/h)
Pianificato/In costruzione
Sospeso indefinitamente

Negli Stati Uniti d'America l'Alta Velocità è più una speranza che una realtà, anche se possiamo far risalire il desiderio di una linea rapida fino ai primi treni Streamliner degli anni trenta, quaranta e cinquanta.
L'unico servizio AV (secondo la definizione statunitense) oggi esistente è gestito da Amtrak, con l'Acela Express tra Boston e Washington, D.C., ed è operativo dal 2001. Questi treni a cassa oscillante possono affrontare la linea tortuosa viaggiando fino a 240 km/h, con velocità media di 132 km/h: 5 ore e 30 minuti per un viaggio di 724 km.
Diversi stati dell'Unione hanno proposto la costruzione di linee veloci, e sono stati identificati 6 corridoi:
- Chicago (Illinois)-Minneapolis (Minnesota)-St. Louis (Missouri)-Detroit (Michigan);
- Miami (Florida)-Orlando-Tampa;
- Washington-Richmond (Virginia)-Raleigh-Charlotte;
- San Diego (California)-Los Angeles-Sacramento;
- Eugene-Portland-Seattle (Washington)-Vancouver (Columbia Britannica);
- New York-Albany-Buffalo;

Nel 1993 l'amministrazione Clinton ha finanziato il progetto. Nel 1991 sono stati accantonati fondi anche per una nuova linea maglev a Orlando, Florida e in Texas, ma non è ancora stata costruita. Operativamente, i sistemi sono largamente adattati dalle linee tradizionali, con un'organizzazione del lavoro e proprietà similari a quelli in Giappone e Francia e architetture simili in molti altri aspetti.

### Asia

#### India
Alcuni progetti a lungo e medio termine sono stati proposti, inclusa la costruzione di una linea da Nuova Delhi a Amritsar, Jaipur, Agra e Kanpur, una da Mumbai a Ahmedabad, una da Calcutta a Dhanbad, una da Chennai a Bangalore e Mysore e una da Chennai a Hyderabad, Vijayawada e Visakhapatnam.

### Oceania

#### Australia
L'Australia non ha propriamente alcun treno AV, ma i pendolini della Queensland Rail tra Brisbane e Cairns sono considerati i treni a scartamento ridotto più veloci al mondo.
Lo sviluppo della rete australiana è sempre stato influenzato dalla bassa densità abitativa, che ha favorito il trasporto aereo tra le principali città. Anche la benzina è piuttosto economica, rendendo di fatto il treno un mezzo poco interessante.
Ciò nonostante è in discussione la costruzione di una linea AV tra Sydney e Canberra, che poi potrebbe essere allungata da Sydney a Brisbane e da Canberra a Melbourne e Adelaide.

## Treni ad alta velocità
I primi rotabili furono concepiti con l'inclusione di vari servizi di classe elevata, tra cui ristoranti e bar. Il successo del trasporto rapido portò ad allargare il target di clientela raggiungibile, fornendo servizi di livello più economico. In Giappone e Francia il pendolarismo costituì presto una fetta sempre più sensibile del traffico passeggeri. In Italia, inizialmente, i servizi offerti furono limitati ad una clientela di classe elevata, ma con lo sviluppo della rete si passò ad offerte sempre maggiori di posti economici, anche in seguito all'entrata del concorrente NTV.

Il logo creato da Giorgetto Giugiaro per il servizio Eurostar Italia Alta Velocità di Trenitalia

Per distinguerli dai treni tradizionali, i treni ad alta velocità sono tipicamente denominati con apposite sigle, tra di esse:
- Corea del Sud: Korea Train Express (KTX);
- Francia: Train à Grande Vitesse (TGV);
- Germania: InterCityExpress (ICE);
- Giappone: Shinkansen;
- Italia: Frecciarossa e Frecciargento di Trenitalia; Italo di NTV;
- Portogallo: Alfa Pendular;
- Spagna: Alta Velocidad Española (AVE);
- Stati Uniti d'America: Acela;
- Svizzera: ICE, ICN o Giruno;
- Taiwan: Taiwan High Speed Rail (THSR);
- Cina: CRH (China Railway High-Speed).

I principali rotabili ad alta velocità in uso nel mondo, classificati per costruttore, sono:

### Bombardier / Hitachi Rail
- Zefiro 250 (China Railway)
- Zefiro 380 (China Railway)
- V300Zefiro (ETR 1000 - Frecciarossa 1000) (Trenitalia)
- ETR 700 (Trenitalia)
- ETR 500 (Trenitalia)
- Acela Express (Amtrak)

### Alstom / Fiat Ferroviaria
- Treni a cassa oscillante Pendolino (ETR 450/460/470/485)
- ETR 490 "Alaris" (Renfe)
- ETR 600 (Trenitalia)
- AGV 575 (Automotrice à grande vitesse) (Italo)
- ETR 675 (Italo Evo) (Italo)
- TGV (Train à grande vitesse) (SNCF)
- Eurostar e300 (Eurostar)
- Thalys (Eurostar)
- Renfe AVE S-100, Euromed S-101 (Renfe

### Siemens
- ICE 1 / ICE 2 (Deutsche Bahn)
- ICE 3 / ICE T (Deutsche Bahn)
- Renfe AVE S-103 (Renfe)
- CRH3 (China Railways)
- Sapsan (Russian Railways)
- Eurostar e320 (Eurostar)

### Japan Railway Construction
- Shinkansen (Japan Railways Group)
- THS 700T (Taiwan High Speed Rail)
- CRH2 (China Railway)

### Talgo
- Renfe AVE S-102 (Renfe)
- Renfe AVE S-130 (Renfe)

### Stadler
- SMILE (Giruno) (SBB)

## Alta velocità e Alta capacità (AV/AC)
Alta velocità e alta capacità sono due differenti concetti ferroviari che si possono o meno integrare nelle moderne implementazioni ferroviarie, spesso confusi o scambiati nel linguaggio colloquiale e giornalistico.
L'alta velocità si riferisce a linee ferroviarie progettate per il transito di convogli a velocità maggiori rispetto alle linee tradizionali, con tracciati tendenzialmente rettilinei e dove possibile pianeggianti e dotate di infrastrutture e tecnologie che permettono il passaggio di convogli ad alta velocità.
L'alta capacità, in genere usata come sinonimo di trasporto congiunto di merci (100–150 km/h) e passeggeri (300 km/h) su linee alta velocità, si riferisce ad una linea ferroviaria dotata di avanzate tecnologie di controllo del traffico che permettono il transito di un numero maggiore di treni rispetto alle altre linee ferroviarie.
In tal senso, anche linee urbane e regionali nella quale la velocità non è particolarmente elevata possono essere considerate "ad alta capacità" se vi sono installate le opportune apparecchiature tecnologiche.